# Karfreitag

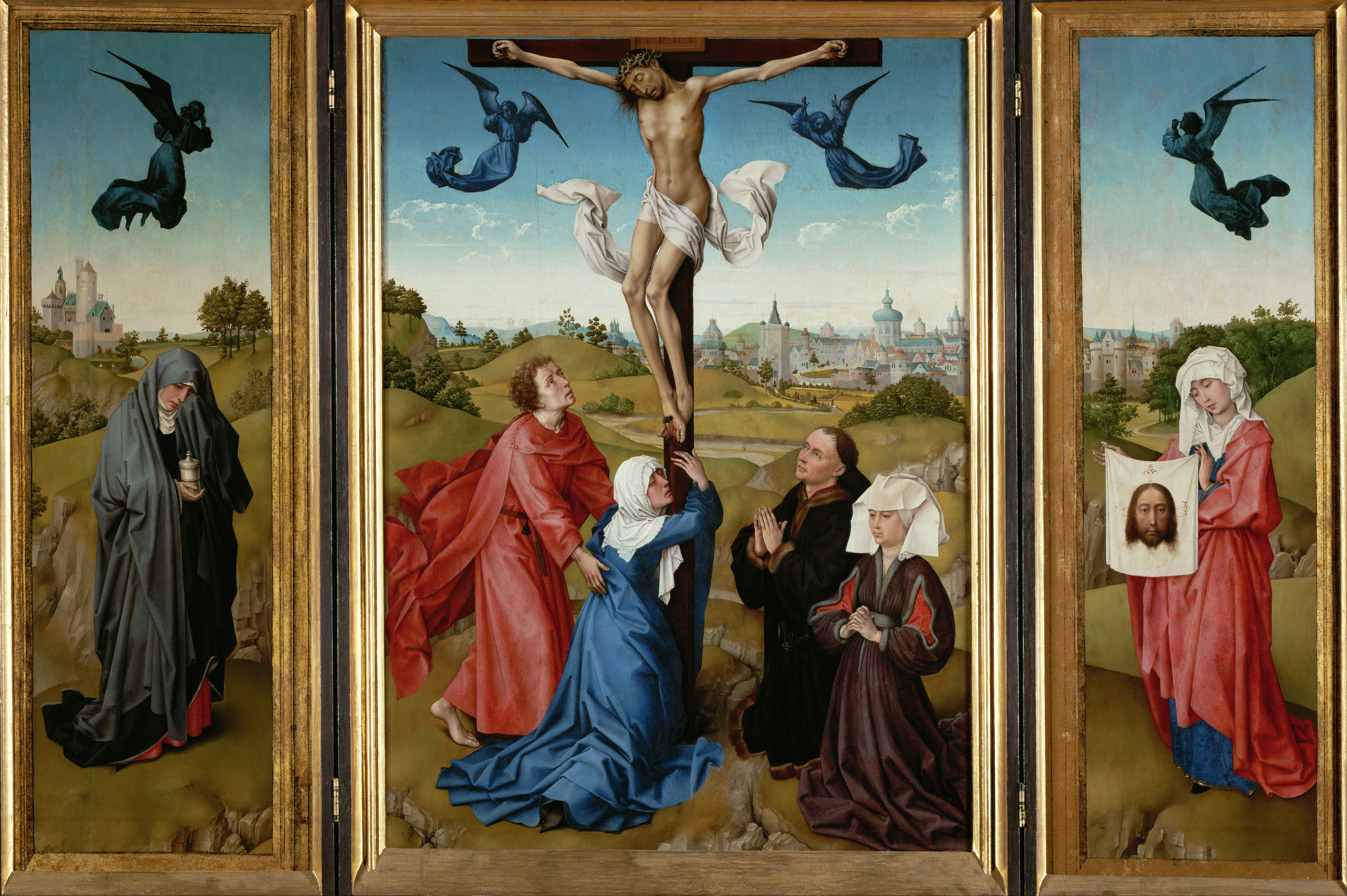
Kreuzigungstriptychon, Rogier van der Weyden, 1445

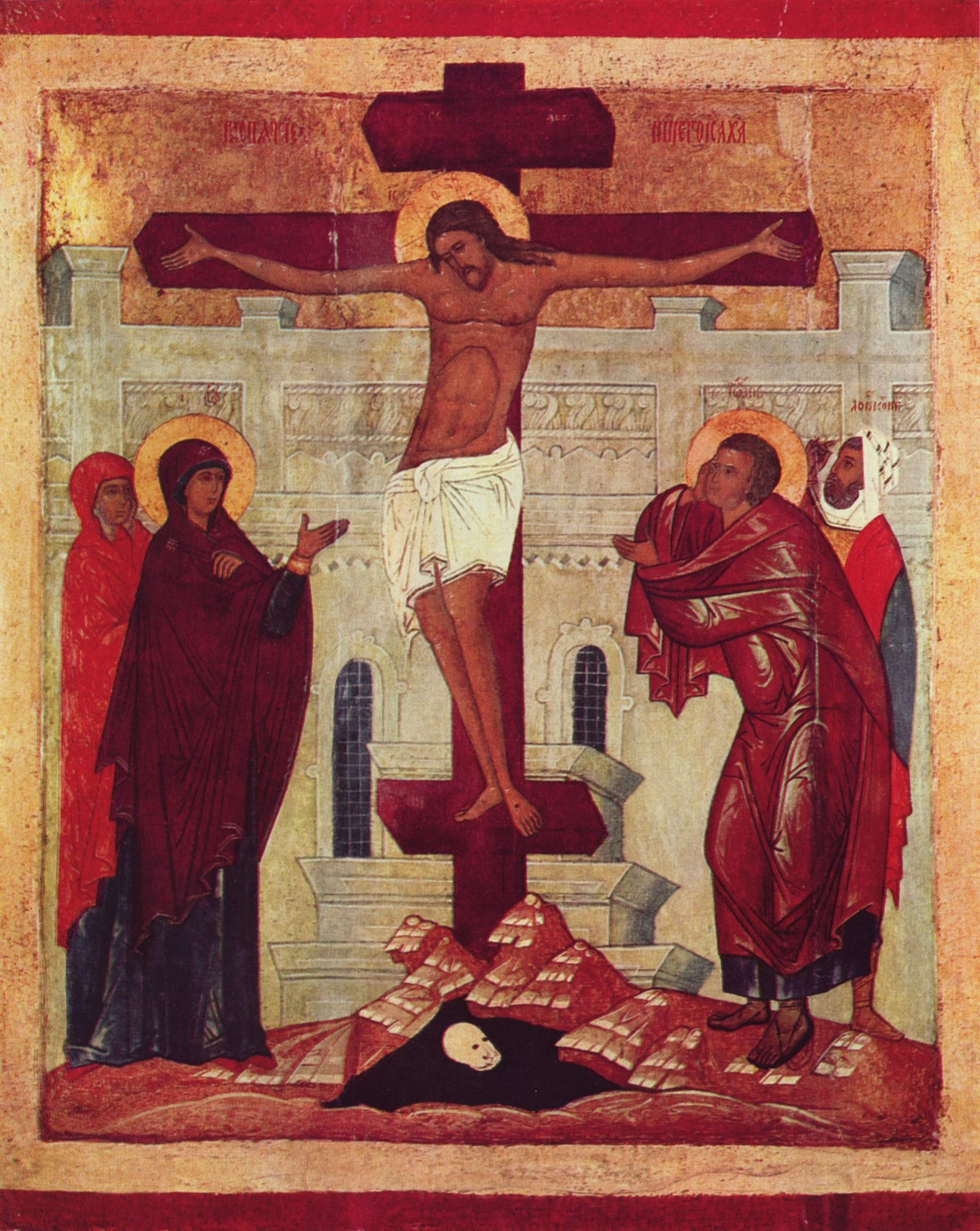
Kreuzigungsikone, Schule von Nowgorod, ca. 1360

Der Karfreitag (althochdeutsch kara ‚Klage‘, ‚Kummer‘, ‚Trauer‘) ist der Freitag vor Ostern. Er folgt auf den Gründonnerstag und geht dem Karsamstag voraus. Christen gedenken an diesem Tag des Leidens und Sterbens Jesu Christi am Kreuz. Der Karfreitag wird auch stiller Freitag oder hoher Freitag genannt. Die liturgische Bezeichnung ist Feria sexta in Parasceve „sechster Tag, am Rüsttag“ (von griechisch παρασκευή paraskeuḗ, deutsch ‚Zurüstung, Herrichtung, Rüsttag, Freitag‘).
Diese österliche Dreitagefeier stellt in allen christlichen Konfessionen das älteste und höchste Fest des Kirchenjahres dar und wird als das Pascha-Mysterium liturgisch wie ein einziger Gottesdienst gefeiert, der am Gründonnerstag mit der Eröffnung des Gottesdienstes beginnt und in den Segen am Ostermorgen mündet.

## Geschichte
Über den Karfreitag gibt es bislang keine grundlegende geschichtliche Untersuchung. Der Karfreitag beruht auf einem im Neuen Testament geschilderten Ereignis. Die Kreuzigung von Jesus von Nazaret auf Golgota schilderte Markus: „Es war die dritte Stunde, als sie ihn kreuzigten“ (Mk 15,22–25 ). Er galt deshalb im aufkommenden Christentum zunächst als Gedenktag. Die ersten Christen feierten ihn als „Kreuzigungspassah“, als Rüsttag zum Osterfest. Das Osterfasten beschränkte sich zu Zeiten Tertullians auf Karfreitag und Karsamstag und dehnte sich um 250 nach Christus auf die Karwoche aus. Im Jahre 325 entschied das Erste Konzil von Nicäa über den flexiblen römischen Ostertermin. Vom Karfreitag und Karsamstag schrieb Papst Innozenz I. (416) in seinem Brief an Decentius von Eugubium über die Kirche von Rom, dass hier die Sakramentsfeier nicht notwendig sei (lateinisch „iduo sacramenta penitus non celebrari“).
Im Mittelalter gehörte der Karfreitag keineswegs zu den hohen christlichen Festen wie etwa Ostern als Tag der Auferstehung, sondern galt nur als halber Feiertag, an dem die Arbeit nur während des Gottesdienstes oder bis zum Mittag ruhen sollte. Nach der Reformation führten viele Landeskirchen diesen Tag in alter Tradition als halben Feiertag fort. Die „Ordnung der Feiertage“ der reformierten Kirche in Zürich von 1526 sah ihn nicht als Feiertag vor, nach der Kirchenordnung Sachsens von 1528 sollte er „in Maßen gehalten“ werden. Im Jahre 1532 erwähnte ihn die hessische Kirchenordnung nicht mehr als Feiertag. Die lutherische Kirche vergrößerte dagegen die Bedeutung des Karfreitags, indem sie ihn mit den kirchlichen Hauptfesten (Weihnachten, Ostern und Pfingsten) gleichstellte, so etwa 1573 in der Oldenburgischen Kirchenordnung.
Ab 1642 wurde der Karfreitag durch die Festordnung Papst Urbans VIII. in der ganzen katholischen Kirche zum gewöhnlichen Werktag, während sich Martin Luthers „Guter Freitag“ („Kar-“ aus lateinisch carus, „lieb“, „gut“ oder „teuer“) im lutherischen Bereich als höchster kirchlicher Feiertag etablierte. Aus dem „Guten Freitag“ entwickelte sich die heutige Bezeichnung für Karfreitag im angelsächsischen Sprachraum (englisch Good Friday) oder in den Niederlanden (niederländisch goede vrijdag) aber auch im lutherisch-geprägten Estland der Begriff Großer Freitag suur reede. In den reformierten Gegenden der Schweiz wurde der Karfreitag erst um 1860 zum Feiertag. In Kurbrandenburg erhielt der Karfreitag 1696 die Funktion eines vollen Feiertags. Die Festtagsordnung von 1771 erkannte den Karfreitag als ganzen Feiertag an. Der englische Bank Holidays Act legte erstmals im Oktober 1871 bürgerliche Feiertage verbindlich fest.

### Historisches Datum
Sir Robert Anderson, in leitender Stellung beim Scotland Yard beschäftigt, berechnete 1895 mit Hilfe des Royal Greenwich Observatory den Tag des Einzugs in Jerusalem auf den 10. Nisan (6. April) 32 n. Chr. Der Karfreitag als Tag der Kreuzigung wäre demnach am folgenden Freitag, am 11. April 32 n. Chr.

## Bedeutung im Christentum
Der Karfreitag mit der Passion Jesu ist im Zusammenhang mit Ostern für die Christen einer der höchsten Feiertage. An ihm gedenkt die Kirche des Kreuzestodes Jesu Christi in Erwartung seiner Auferstehung. Nach ihrem Glauben litt und starb Jesus Christus als „Gottesknecht“ und nahm im Kreuzestod freiwillig die Sünde und Schuld aller Menschen auf sich. Erst durch Tod und Auferstehung Jesu wird allen Menschen Sündenvergebung und damit Errettung aus dem Tod und ewiges Leben zuteil. Gleichzeitig betont die katholische Theologie zunehmend die Konsequenz seiner Gottessohnschaft, deren Botschaft von der Zuwendung des Schöpfergottes zu den Menschen nicht an Gewalt und Tod ihre Grenzen findet.
Das Karfreitagsgeschehen ist nicht isoliert zu betrachten, sondern steht als „Pascha-Mysterium“ in einer Reihe mit Ostern, Christi Himmelfahrt und Pfingsten. Nicht das Opfer Jesu soll damit allein das Große sein, sondern der Sieg über Hölle, Tod und Grab.

## Feier der Karfreitagsliturgie
Besonders für die Liturgiewissenschaft ist die Karfreitagsliturgie der verschiedenen Konfessionen von großem Interesse, da sich an ihr der Grundsatz bewahrheitet: „Älteste Überlieferungen erhalten sich am ehesten in liturgisch hochwertiger Zeit“ (Anton Baumstark). Zu den ältesten überkommenen Riten am Karfreitag zählen der Wegfall der Eröffnungsriten, der Gesang oder die Lesung der Passionsgeschichte, die Verwendung von Holzklappern anstelle von Glocken und Altarschellen, die Prostratio, der Gesang der Improperien und die Großen Fürbitten. Bereits ab 500 übernahm die römisch-katholische Kirche unter Papst Gelasius I. die Kyrielitanei aus den orthodoxen Kirchen, in deren Liturgie noch viele frühkirchliche Riten erhalten sind. Im Stundengebet wird die Vesper nur von denen gebetet, die nicht an der nachmittäglichen Feier vom Leiden und Sterben Christi teilnehmen konnten.

### In der römisch-katholischen Kirche

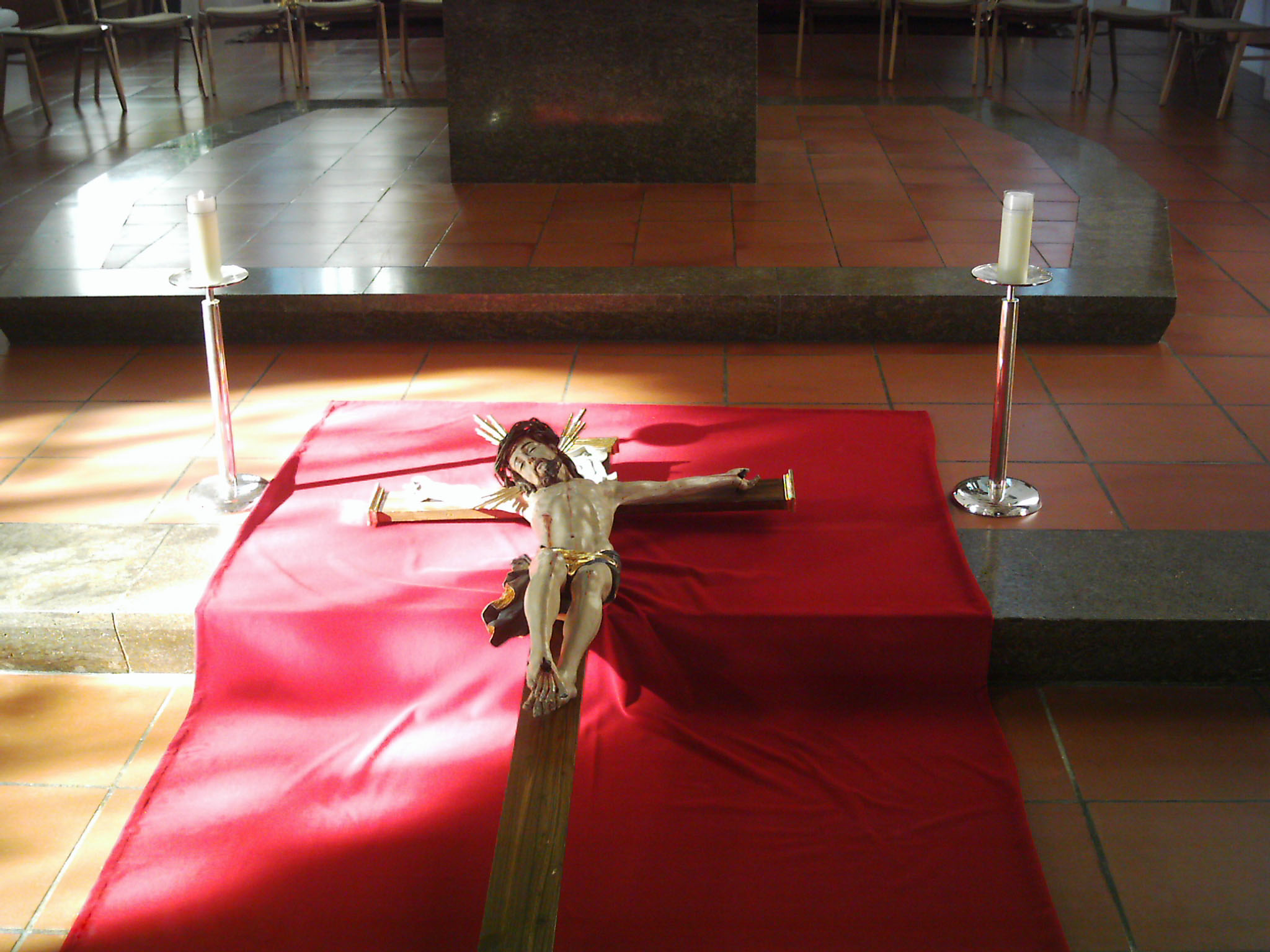
Kreuzverehrung – Adoratio crucis

Der Karfreitag ist eingebunden in die „Dreitagefeier vom Leiden und Sterben, von der Grabesruhe und der Auferstehung des Herrn“, das Triduum Sacrum (Triduum Paschale), auch „österliches Triduum“ genannt. Es beginnt am Gründonnerstag mit der Messe vom letzten Abendmahl und findet seinen Höhepunkt in der Feier der Auferstehung Christi in der Osternacht. Als Teil des Osterfastens ist der Karfreitag in der römisch-katholischen Kirche ein strenger Fast- und Abstinenztag. Die Tradition, freitags kein Fleisch zu essen, ist auf das Karfreitagsgeschehen zurückzuführen.
Wie es seit dem frühen Christentum kirchliche Tradition ist, wird am Karfreitag keines der mit Festfreude verbundenen Sakramente gefeiert („Ecclesia […] sacramenta penitus non celebrat“), daher auch nicht die heilige Messe. Der Altar ist schmucklos, ohne Kerzen und Altartücher. Kreuze sind verhüllt, Triptychen und Flügelaltäre sind häufig zugeklappt und zeigen die einfacher gestaltete Rückseite der Flügel. Das ewige Licht brennt nicht, Kerzen brennen nur beim provisorischen Aufbewahrungsort des Allerheiligsten.

#### Liturgie
Vor allem in Kathedralkirchen und Abteikirchen werden am Gründonnerstag, Karfreitag und Karsamstag morgens feierlich gesungene Karmetten mit der Gemeinde gefeiert.
Hauptgottesdienst der Liturgie der Lateinischen Kirche ist am Karfreitag die Feier vom Leiden und Sterben Christi am Nachmittag. Sie besteht aus drei Teilen mit unterschiedlichem liturgiegeschichtlichen Hintergrund:
- Wortgottesdienst mit dem Vortrag der Passion und den Großen Fürbitten (römische Tradition)
- Erhebung und Verehrung des Heiligen Kreuzes (aus Jerusalem übernommen)
- Kommunionfeier (nach altem Brauch Konstantinopels, seit dem 7. Jahrhundert in Rom bekannt).

Der Gottesdienst beginnt in der Regel um 15 Uhr, zur überlieferten Todesstunde Jesu, und keinesfalls später als 18 Uhr. Die liturgische Farbe ist seit der Liturgiereform des Zweiten Vatikanischen Konzils nicht mehr Schwarz, sondern Rot. Rot steht hier als Zeichen für das im Leiden und Sterben Jesu vergossene Blut. Auf die Verwendung von Weihrauch wird verzichtet.
Der Wortgottesdienst des Karfreitags mit den biblischen Lesungen bildet den alten und eigentlichen Kern der Feier vom Leiden und Sterben Christi; Höhepunkt der Wortfeier ist die Verkündigung des Leidensevangeliums Christi (Passion) nach dem Evangelisten Johannes (Joh 18,1–19,42 ).
Darauf folgen gegebenenfalls eine kurze Predigt und immer die Großen Fürbitten, welche die Anliegen der Kirche, der Welt und der Notleidenden vor Gott tragen; hierzu gehört auch die Fürbitte für die Juden, die umstritten war und mehrfach geändert wurde.
Die Kreuzverehrung (Adoratio sanctae crucis) bildet den zweiten Teil der Feier. Das üblicherweise seit dem 5. Fastensonntag (früher: „Passionssonntag“) verhüllte Kruzifix wird erhoben gezeigt und von allen verehrt. Die Zeigung des erhöhten Kreuzes ist mit dem dialogischen Ruf zur Kreuzerhebung verbunden, der alle zur Kreuzverehrung einlädt: „V: Seht das Kreuz, an dem der Herr gehangen, das Heil der Welt. A: Kommt, lasset uns anbeten.“ (Ecce lignum crucis, in quo salus mundi pependit: Omnes: Venite, adoremus.)
Den Abschluss bilden eine schlichte Kommunionfeier mit am Gründonnerstag „vorgeheiligten Gaben“ (Hostia praesanctificata) und das Segensgebet über das Volk. Mancherorts schließt sich als fromme Übung eine Feier der „Grablegung Christi“ an.

#### Brauchtum

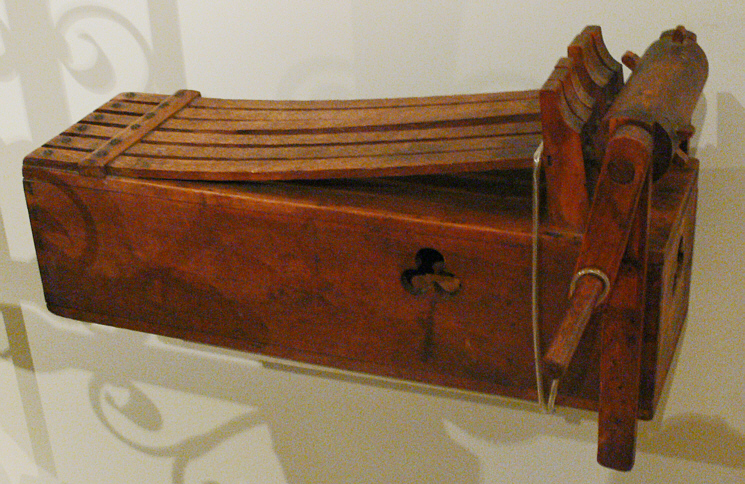
Karfreitagsratsche aus Rottenburg am Neckar, 19. Jahrhundert

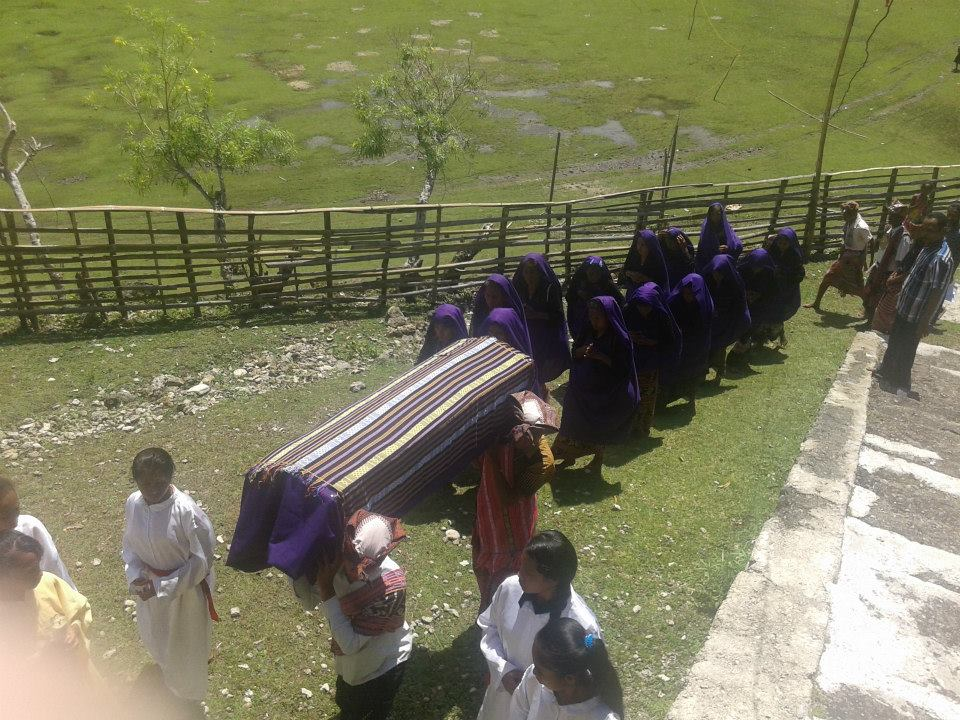
Karfreitagsprozession in Leohito (Osttimor)

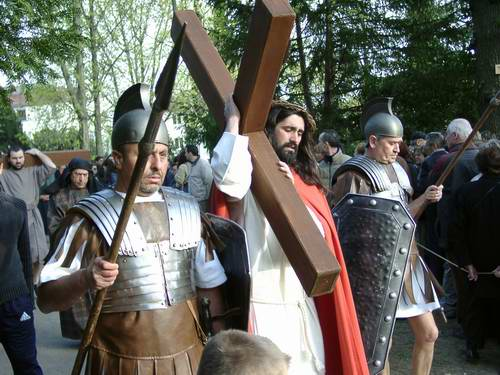
Passionsprozession in Stuttgart-Bad Cannstatt

In katholischen Kirchen schweigen nach alter Tradition die Orgel und die Kirchenglocken nach dem Gloria der Messe vom letzten Abendmahl am Gründonnerstag. An die Stelle der Glocken und Schellen treten vielerorts Ratschen und Klappern, mit denen in vielen katholischen Landstrichen die Kirchgänger nach alter Tradition auch zu den Gottesdiensten, zum Stundengebet und zum Angelus gerufen werden.

##### Grablegung, Heiliges Grab
In manchen Diözesen, so in Trier, schließt sich an die Karfreitagsliturgie die „Feier der Grablegung“ an. Die Trierer Bistumstradition fügt den drei Teilen des nachmittäglichen Karfreitagsgottesdienstes somit einen vierten hinzu. Nach der Kommunionfeier erinnert der Priester an die Abnahme des Leichnams Jesu vom Kreuz und seine Grablegung. Die Feier der Grablegung wird in vier liturgische Elemente unterteilt:
- Evangelium der Grablegung Jesu
- Gang zum Heiligen Grab
- Grablegung
- Segensgebet und Abschluss

Der Priester liest am Ambo den Schluss der Johannespassion (Joh 19,38–42 ). Wegen der Feier der Grablegung endet die Leidensgeschichte nach Johannes bereits mit den Worten: „Sie werden auf den blicken, den sie durchbohrt haben“ (Joh 19,37 ). Nach der Verkündigung des Evangeliums von der Grablegung Jesu legt ein Ministrant das Kreuz dem Priester auf das über beiden Armen geschürzte Messgewand. Dieser trägt es zu dem in der Kirche hergerichteten Heiligen Grab. Er wird begleitet von zwei Leuchterträgern. Der Thuriferar führt die Prozession an, ihm folgen die Ministranten mit den Klappern, jene die einen besonderen Dienst ausüben und nach Möglichkeit die übrigen Gläubigen. Während der Übertragung des Kreuzes kann das Responsorium „Jerusalem luge“ oder das Lied „O Traurigkeit, o Herzeleid“ gesungen werden.
Am Ort der Grablegung legt der Priester das Kreuz nieder. Er inzensiert es und bedeckt es mit einem Leinentuch. Währenddessen kann der Chor das Responsorium „Ecce quomodo moritur justus“ oder „Sepulto Domino“ singen. Es folgt eine Zeit der Stille. Am Ende der Feier spricht der Priester das Segensgebet. Danach kann er den Versikel singen: „Ihm ist ein Ort bereitet im Frieden. Seine Wohnung wird sein auf dem Zion.“ Der Priester begibt sich mit den liturgischen Diensten direkt in die Sakristei. Die Gläubigen verlassen schweigend die Kirche.
Eine symbolische Grablege, das „Heilige Grab“, mit dem dort niedergelegten Kreuz, dem Bild des im Grab ruhenden Christus, wird verbreitet auch in anderen Kirchen errichtet, in denen ein solcher Brauch der Grablegung sonst nicht üblich ist. Das Heilige Grab in der Zeit nach der Feier vom Leiden und Sterben Christi und am Karsamstag während des Tages der Grabesruhe des Herrn von den Gläubigen aufgesucht (Visitatio crucis). Ein Verweilen im Gebet vor dem Heiligen Grab über die Zeit von 40 Stunden, die Jesus im Grab gelegen haben soll, gilt als Ursprung des Vierzigstündigen Gebetes.
Das in der Kirche aufgestellte Kreuz (bzw. das im Heiligen Grab liegende) wird bis zur Feier der Osternacht durch eine einfache oder auch doppelte Kniebeuge verehrt.

##### Andachten und Prozessionen
Neben der Karmette und der Feier vom Leiden und Sterben Christi sind die Kreuzwegandacht und die Andacht von den sieben letzten Worten verbreitete Frömmigkeitsformen am Karfreitag.
Regional gehören auch Prozessionen zum Brauchtum, so die Karfreitagsprozession in Lohr am Main, in Menden im Sauerland, in Stuttgart-Bad Cannstatt und seit 1668 in Neunkirchen am Brand. Sehr verbreitet sind solche Prozessionen am Karfreitag in Süditalien und Sizilien, in Spanien – insbesondere in Andalusien – und in Guatemala (siehe Semana Santa). Von überregionaler Bedeutung sind auch das Bensheimer Passionsspiel sowie der Kreuzweg durch die Via Dolorosa in Jerusalem und der im Kolosseum in Rom, der mit dem Papst begangen wird. Eine Leidensprozession in Heiligenstadt im Eichsfeld wurde 1734 vom Karfreitag auf den Palmsonntag verlegt und findet bis heute mit sechs überlebensgroßen Passionsfiguren an diesem Tag statt; sie wurde 2016 von der UNESCO als „immaterielles Kulturerbe“ anerkannt.

### In den evangelischen Kirchen
Durch eine Reihe von Faktoren: die Konzentration der evangelischen Predigt auf die Bedeutung des Erlösungswerkes Christi (Solus Christus) und die „Theologie des Kreuzes“ sowie die Konzentration der Feier des Abendmahls auf sehr wenige Male im Jahr, darunter vor allem am Karfreitag, entwickelte sich dieser Tag in der Zeit des Pietismus zu dem Feiertag, der in den evangelischen Landeskirchen als der wichtigste im Kirchenjahr wahrgenommen wurde. Der Karfreitag wurde zum dezidiert protestantischen Feiertag, zu einem identitätsstiftenden Konfessionsmerkmal der Evangelischen. Die Rede vom „höchsten Feiertag in der evangelischen Kirche“ findet sich bis heute, obwohl seit der Mitte des 20. Jahrhunderts ein kultureller Wandel stattgefunden hat.
Im Zentrum der Feier stand dabei die Betrachtung der Passionsgeschichte durch Predigt, Gebet und Lieder. In den von Johannes Bugenhagen verfassten norddeutschen Kirchenordnungen war festgelegt, dass die von ihm zusammengestellte Passionsharmonie am Karfreitag zu verlesen sei. Ein weiteres wichtiges Element der betrachtenden Vergegenwärtigung war die Kirchenmusik in der Gestalt von Passionschorälen wie O Haupt voll Blut und Wunden von Paul Gerhardt. Aus den Passionsmusiken, die die responsorisch vorgetragene Passionsgeschichte mit einer belehrenden Einleitung (Exordium) und einem meditativen Schluss verbanden, entwickelte sich das Passions-Oratorium (Johannespassion, Matthäuspassion, Lukaspassion).
Nachdem vor allem die lutherischen Kirchen bis ins 18. Jahrhundert hinein die vorreformatorische liturgische Praxis beibehielten – abzüglich einiger als Missbräuche empfundenen Stücke –, änderte sich das mit dem aufkommenden Einfluss rationalistischer und pietistischer Theologie und Frömmigkeit, in deren Folge die Deutung des Heiligen Abendmahls als Sakrament stark an Bedeutung verlor. Das hatte zur Folge, dass im 19. und zu Beginn des 20. Jahrhunderts nun der Karfreitag einer der wenigen Tage war, an dem in fast allen evangelischen Kirchen das Abendmahl gefeiert wurde. Auch heute noch ist in manchen Gemeinden der Empfang des Abendmahls an diesem Tag ein wichtiger Teil der Spiritualität. In anderen Kirchengemeinden wird der Karfreitag in altkirchlicher Tradition ohne Abendmahl begangen. Liturgische Farbe ist Schwarz, ersatzweise Violett, auch wenn häufig auf jegliche Paramente verzichtet wird. Auch Blumenschmuck und Kerzen sind am Karfreitag eher unüblich. Am Karfreitag – wie auch am Karsamstag – schweigen mancherorts in Anlehnung an die katholische Tradition die Glocken, oder es läutet nur die größte Glocke (Pulsglocke).

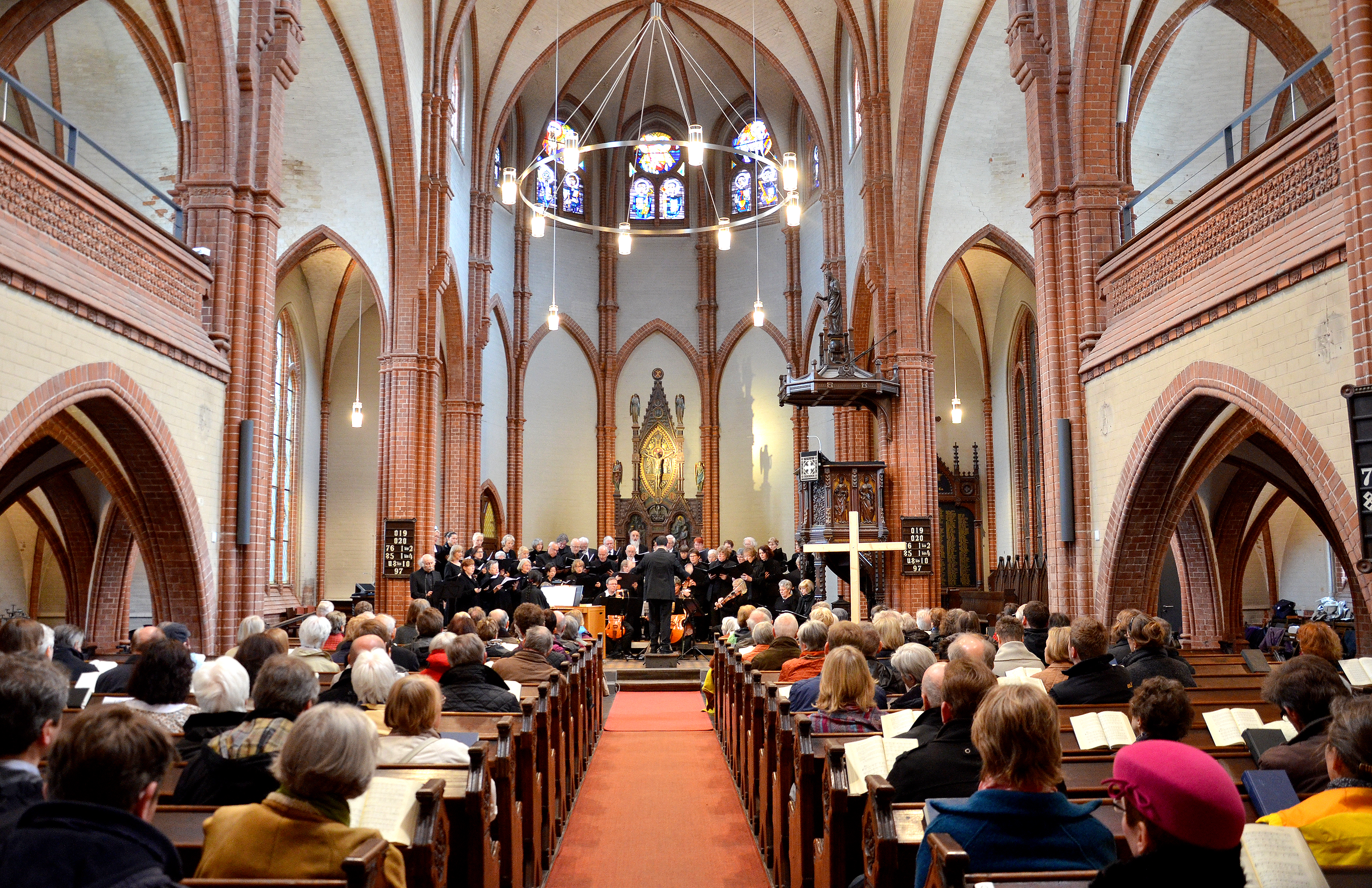
Liturgische Feier zur Todesstunde Jesu mit Johannespassion in der Apostelkirche in Hannover

Die Lesungen sind Verse aus Psalm 22 (Ps 22 ), ein Gottesknechtslied aus Jesaja (Jes 53,1–12 ), eine Stelle aus dem 2. Korintherbrief (2 Kor 5,19–21 ) als Epistel sowie eine Kurzfassung der Passionsgeschichte aus dem Johannesevangelium (Joh 19,16–30 ) als Evangelium. Es kann auch die gesamte Passionsgeschichte nach Johannes (Joh 18–19 ) gelesen werden. Die Fürbitten werden meist nach dem Muster der Großen Fürbitten oder auch als Litanei unter dem Kreuz (die aus der Tradition der Berneuchener Bewegung stammt) gestaltet.
In manchen evangelischen Kirchen findet neben dem Hauptgottesdienst am Morgen oder stattdessen eine Liturgische Feier zur Todesstunde Jesu um 15 Uhr (Mk 15,25 ) oder eine Aufführung der Johannespassion oder anderer Passionsmusik in einem gottesdienstlichen Rahmen statt. Auch im Brauchtum vieler evangelischer Familien spielt der Karfreitag eine besondere Rolle durch gemeinsamen Kirchgang und oft auch durch ein Fischessen.

### In den Ostkirchen byzantinischer und slawischer Tradition

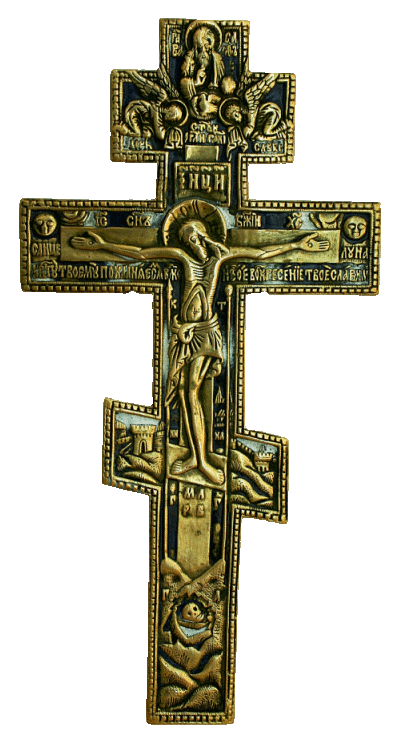
Russisch-orthodoxes Segenskreuz

Die Karfreitagsfeier in den orthodoxen und katholischen Ostkirchen byzantinischer und slawischer Tradition beginnt in der Regel am Donnerstagabend mit dem Morgengottesdienst (Orthros/utrenja). Dieser Gottesdienst – im Volksmund oft einfach „Die zwölf Evangelien“ genannt – wird von zwölf Evangelienlesungen bestimmt. Die offizielle Bezeichnung lautet „Akoluthia der heiligen Leiden“.
In dem Gottesdienst werden die Passionstexte aus den vier Evangelien gesungen, außerdem fünfzehn zum Teil altkirchliche Antiphonen und Kathismen. Der „Kanon“ dieses Gottesdienstes stammt von Kosmas von Majuma und ist ein Musterbeispiel aus der Zeit der zweiten Hochblüte byzantinischer Kirchendichtung im 7./8. Jahrhundert.
In der griechischen, aber auch in der rumänischen Tradition hat der Gottesdienst einen dramatischen Höhepunkt mit dem Gesang der 15. Antiphon. Hier wird ein Kruzifix aus der Nordtür der Ikonostase in die Mitte der Kirche getragen und dort befestigt. Daran schließt sich die Verehrung des Kreuzes durch die Gemeinde an. Der Text der ersten Strophe der 15. Antiphon lautet:

„Heute hängt am Holz, der die Erde in die Wasser gehängt hat.
Mit einem Kranz aus Dornen wird umwunden der König der Engel.
Lügenhaft wird mit Purpur verhüllt, der den Himmel mit Wolken verhüllt.
Schläge hat empfangen, der im Jordan den Adam befreite.
Mit Nägeln wurde befestigt der Bräutigam der Kirche.
Mit einer Lanze wurde durchbohrt der Sohn der Jungfrau.
Wir verehren deine Leiden, Christus.
Zeige uns auch deine herrliche Auferstehung!“

Die nächsten Gottesdienste, die am Freitagmorgen gefeiert werden, sind die „königlichen Stunden“. Bei ihnen wird in der griechischen Tradition der Kruzifixus vom Kreuz, das am Abend zuvor in der Kirche aufgestellt wurde, abgenommen und in ein weißes Tuch gehüllt.

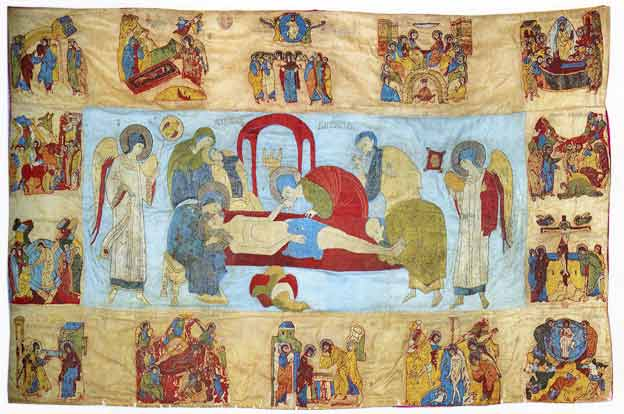
Epitaphios, Sergijew Possad, Ende 15. Jahrhundert

In der anschließenden Vesper erfolgt die feierliche Auslegung des Grabtuchs Christi (epitaphios oder plaschtschanica) in der Kirche. Dieses Tuch mit einer Ikone der gestorbenen Christus verbleibt dort bis zum Osterfest als Ort, an dem die Gläubigen den ins Grab gestiegenen Christus verehren.
Am Abend des Karfreitags findet die Prozession des Epitaphios (plaschtschanica) statt. In den ostkirchlichen Karfreitagshymnen finden sich zahlreiche Vorgriffe auf die Auferstehung.
Als besonderes Zeichen der Stille im Angesicht des Todes wird am Karfreitag keine Eucharistie gefeiert. Die der Konstantinopler Tradition angehörende karfreitägliche Kommunionfeier (Liturgie der vorgeheiligten Gaben) verschwand im 15. Jahrhundert, örtlich bereits etwas früher.
Der einzige Fall, in dem am Karfreitag eine volle Liturgie gefeiert wird, ist, wenn dieser mit der Verkündigung des Herrn am 25. März zusammenfällt; für diesen Fall gibt es eine spezielle vereinigte Liturgie der beiden Feste. Anders als die lateinische Tradition kennen die byzantinischen Ostkirchen keine Umlegung von Feiertagen.
Der Karfreitag ist in den orthodoxen Kirchen strenger Fastentag. Wenn überhaupt gegessen wird, so beschränkt sich das auf einfachste fettfreie pflanzliche Lebensmittel.

### In der alt-katholischen Kirche
Der Tag des Leidens und Sterbens des Herrn wird in der alt-katholischen Kirche mit einem Wortgottesdienst zur Todesstunde Jesu begangen.
Die Eröffnung und die Entlassung sind schlicht und schmucklos:
- Während des Einzugs wird nicht gesungen
- Der Altardienst wirft sich vor dem entblößten Altar nieder oder kniet davor
- Nach stillem Gebet folgt das Tagesgebet
- Nach dem Gebet zum Abschluss verlassen alle in Stille den Gottesdienstraum

Der Wortgottesdienst besteht aus folgenden Teilen:
- Nichtevangelische Lesung(en)
- Lesung der Passion
- Predigt
- Große Fürbitten
- Kreuzverehrung mit Improperien
- mancherorts: Kommunionausteilung

Die Kreuzverehrung kann auch unmittelbar nach der Passion oder nach der Predigt folgen. Die Großen Fürbitten werden nach diesem Ablauf vor dem enthüllten Kreuz vollzogen und mit dem Vaterunser abgeschlossen.

### Drei-Stunden-Andacht
Im 18. Jahrhundert entwickelte der Jesuit Alonso Messia Bedoya in Lima eine nicht-liturgische Andachtsform. Sie bestand aus Lesungen und Betrachtungen der sieben letzten Worte Jesu, verbunden mit Liedern und Gebeten. Über Rom verbreitete sich diese Andachtsform auch in Europa; Joseph Haydn schuf mit Die sieben letzten Worte unseres Erlösers am Kreuze ihre bekannteste musikalische Fassung. Im englischsprachigen Raum erlangte die Feier, die von 12 bis 15 Uhr dauerte und deshalb auch Three-Hours service genannt wird, im ausgehenden 19. und in der ersten Hälfte des 20. Jahrhunderts sowohl in der katholischen Kirche als auch in verschiedenen protestantischen Konfessionen große Beliebtheit.

## Datum
Der frühstmögliche Termin für den Karfreitag ist der 20. März (zuletzt im Jahr 1818); der spätestmögliche der 23. April (erst wieder 2038).
| Jahr | West- kirche | Ost- kirche |
| ---- | ------------ | ----------- |
| 2022 | 15. April    | 22. April   |
| 2023 | 07. April    | 14. April   |
| 2024 | 29. März     | 03. Mai     |
| 2025 | 18. April    | 18. April   |
| 2026 | 03. April    | 10. April   |
| 2027 | 26. März     | 30. April   |

## Gesetzlicher Feiertag
In Deutschland und den meisten Kantonen der Schweiz ist der Karfreitag ein gesetzlicher Feiertag; Ausnahmen bilden die Kantone Wallis und Tessin. Bis 1859/60 hatte in der Schweiz allerdings an seiner Stelle der Gründonnerstag die Stellung eines „hohen Feiertags“; dessen Ersetzung geht auf eine Anregung des Arztes und Palästinaforschers Titus Tobler zurück. Außerdem ist der Karfreitag in Angola, Argentinien, Australien, Bermuda, Bolivien, Brasilien, Chile, Costa Rica, Dänemark, der Dominikanischen Republik, Ecuador, Estland, Finnland, Griechenland, Guatemala, Indien, Kanada, Kap Verde, Kolumbien, Malta, Mexiko, Neuseeland, Norwegen, Osttimor, Paraguay, Peru, auf den Philippinen, in Singapur, Spanien, Schweden, Slowakei, Südafrika, Tschechien, dem Vereinigten Königreich und Venezuela ein gesetzlicher Feiertag.
Das ungarische Parlament erklärte nach einer entsprechenden Eingabe am 7. März 2017 den Karfreitag künftig zum gesetzlichen Feiertag.
In Österreich, Italien und Luxemburg ist der Karfreitag kein gesetzlicher Feiertag für die Allgemeinheit. Nur für Angehörige der Evangelischen Kirche A. B. in Österreich, der Evangelischen Kirche H. B. in Österreich, der Altkatholischen Kirche Österreichs und der Evangelisch-methodistischen Kirche in Österreich war der Karfreitag bis 2018 gemäß dem Bundesgesetz über die Feiertagsruhe ein gesetzlicher Feiertag. Das Oberlandesgericht Wien sah darin in einem Urteil vom Juni 2016 einen Verstoß gegen die EU-Gleichbehandlungsrichtlinie (siehe "Rechtsstreit um Feiertag" weiter unten). Der Europäische Gerichtshof entschied im Januar 2019, dass der Karfreitag für alle Arbeitnehmer unabhängig von der Religion ein arbeitsfreier Tag sein muss oder dass bei Arbeit am Karfreitag Feiertagsarbeitsentgelt zu zahlen ist. Der Gesetzgeber muss klarstellen, dass ein nicht-diskriminierender Zugang zum arbeitsfreien Karfreitag besteht, und kann dafür eine anderweitige diskriminierungsfreie Regelung treffen.
Dass der Karfreitag in Österreich einen besonderen Stellenwert einnimmt, zeigt dieses Beispiel: Der 1967 gegründete öffentlich-rechtliche Radiosender Ö3 sendete im Schaltjahr 1968 an 365 Tagen je 22 Stunden Programm. Allein am Karfreitag herrschte ganztägig Funkstille.
In den französischen Départements Haut-Rhin, Bas-Rhin und Moselle, also dem ehemaligen Elsass-Lothringen, ist der Karfreitag ebenfalls ein Feiertag.

### Stiller Tag in Deutschland
Da der Karfreitag zu den sogenannten stillen Tagen gehört, gelten besondere Einschränkungen wie das Tanzverbot. Es verbietet verschiedene öffentliche Veranstaltungen, etwa sportliche Veranstaltungen, solche in Räumen mit Schankbetrieb und alle sonstigen öffentlichen Veranstaltungen zur Unterhaltung, „außer wenn sie der geistig-seelischen Erhebung oder einem höheren Interesse der Kunst, Wissenschaft oder Volksbildung dienen und auf den ernsten Charakter des Tages Rücksicht nehmen“. Auch Kinos, Theater und Opern müssen in ihrem Spielplan den Karfreitag berücksichtigen. In Bremen bleibt die traditionelle „Osterwiese“, ein Volksfest mit Fahrgeschäften etc., am Karfreitag geschlossen, ebenso in Hamburg der „Frühlingsdom“.
Das Bundesverfassungsgericht entschied im Oktober 2016, dass die Anerkennung des Karfreitags als gesetzlicher Feiertag sowie seine Ausgestaltung als Tag mit einem besonderen Stilleschutz und die damit verbundenen grundrechtsbeschränkenden Wirkungen dem Grunde nach durch die verfassungsrechtliche Regelung zum Sonn- und Feiertagsschutz in Art. 140 GG in Verbindung mit Art. 139 WRV gerechtfertigt sind, weil sie niemandem eine innere Haltung vorschreiben, sondern lediglich einen äußeren Ruherahmen schaffen.
In Nordrhein-Westfalen ist gemäß § 6 Abs. 3 Nr. 3 des Gesetzes über die Sonn- und Feiertage am Karfreitag „die Vorführung von Filmen, die nicht vom Kultusminister oder der von ihm bestimmten Stelle als zur Aufführung am Karfreitag geeignet anerkannt sind“, verboten.

### Rechtsstreit um Feiertag

#### Bayern
Am 30. November 2016 erklärte das Bundesverfassungsgericht den strengen Schutz des Karfreitags in Bayern durch ein generelles Tanzverbot für verfassungswidrig. Durch ein solches Verbot würden die Versammlungs- und Weltanschauungsfreiheit verletzt. Der Karfreitag sei zwar als stiller Tag besonders geschützt; jede Befreiungsmöglichkeit von vornherein auszuschließen, sei jedoch unverhältnismäßig. Die Klage hatte der Bund für Geistesfreiheit angestrengt.

#### Stuttgart
Das Verwaltungsgericht Stuttgart hat mit Beschluss vom 16. April 2019 die Landeshauptstadt Stuttgart verpflichtet, unter der Auflage geschlossener Türen und Fenster eine Befreiung vom Verbot des Feiertagsgesetzes für die Vorführung der Filme Das Wort zum Karfreitag (mit humanistischem Tanzsegen) und Das Leben des Brian am Karfreitag, dem 19. April 2019 zu erteilen. Antragsteller war ein Mitglied der Giordano-Bruno-Stiftung.

#### Österreich
In Österreich galt der Karfreitag bis 2018 nur für Angehörige der evangelischen Kirchen A.B. und H.B., der Altkatholischen und der Evangelisch-methodistischen Kirche als ein gesetzlicher Feiertag. Nach einer von der Arbeiterkammer unterstützten Klage entschied der Europäische Gerichtshof im Jänner 2019, dass dies religiös diskriminierend sei, wodurch der Karfreitag als gesetzlicher Feiertag abgeschafft wurde.
Spezielle Karfreitagsregelungen bestehen weiterhin für Beamte, die schon bisher einen halben Tag frei hatten, sowie Lehrer, für die am Karfreitag wegen der Osterferien dienstfrei ist.